# Sphinx oslari
Sphinx oslari är en fjärilsart som beskrevs av Rothschild och Jordan 1903. Sphinx oslari ingår i släktet Sphinx och familjen svärmare. Inga underarter finns listade i Catalogue of Life.